# Deus Ex
Deus Ex este o serie de jocuri video de rol (RPG). Primele două jocuri ale seriei au fost dezvoltate de Ion Storm, iar restul au fost dezvoltate de Eidos Montréal, după închiderea companiei Ion Storm. Seria, stabilită în secolul al XXI-lea, se concentrează asupra conflictului dintre mai multe fracțiuni secrete, în dorința de a controla lumea prin proxy și asupra efectelor atitudinilor și tehnologiilor transumaniste într-un viitor distopic.
Seria cuprinde șase jocuri: Deus Ex (2000), Deus Ex: Invisible War (2003), Deus Ex: Human Revolution (2011), Deus Ex: The Fall (2013),  Deus Ex Go (2016) și Deus Ex: Mankind Divided (2016). Seria a primit aprecieri critice pozitive și a vândut peste 5 milioane de copii în întreaga lume.

## Legături externe
- Site web oficial

## Vezi și
- Listă de lucrări cyberpunk
- Realitatea simulată în ficțiune

Format:Square Enix franchises
Format:Visual Works